# シド・アンド・ナンシー
『シド・アンド・ナンシー』（原題: Sid And Nancy）は、1986年のイギリスの伝記映画。
監督はアレックス・コックス、出演はゲイリー・オールドマンとクロエ・ウェッブなど。
セックス・ピストルズのベーシストであったシド・ヴィシャスと彼の恋人であったナンシー・スパンゲンの短くも過激な愛を描きあげたラブストーリー。

## ストーリー
1978年、元セックス・ピストルズのベーシスト、シド・ヴィシャスは、恋人ナンシー殺害の容疑で逮捕される。刑事にナンシーとのなれそめを聞かれたシドが2人の関係を回想していくという形でストーリーが進んでいく。 

## キャスト
- シド・ヴィシャス: ゲイリー・オールドマン
- ナンシー・スパンゲン: クロエ・ウェッブ
- ジョニー・ロットン: ドリュー・スコフィールド（英語版）
- マルコム・マクラレン: デイヴィッド・ヘイマン（英語版）
- スティーヴ・ジョーンズ: トニー・ロンドン
- ポール・クック: ペリー・ベンソン（英語版）

## 作品の評価

### 映画批評家によるレビュー
Rotten Tomatoesによれば、69件の評論のうち高評価は88%にあたる61件で、平均点は10点満点中7.4点、批評家の一致した見解は「直感的でエネルギッシュ、そしてとても悲しみを誘うことの多い『シド・アンド・ナンシー』は、意外にも感動的なラブストーリーでもあり、ゲイリー・オールドマンがパンク・ロックの象徴である故シド・ヴィシャスを見事に演じている。」となっている。
Metacriticによれば、22件の評論のうち、高評価は16件、賛否混在は6件、低評価はなく、平均点は100点満点中76点となっている。

### 受賞歴
ナンシー役のクロエ・ウェッブは1986年度の全米映画批評家協会賞で主演女優賞を受賞している。

### 影響
- この映画で世界中でセックス・ピストルズの人気が再浮上し、当時のピストルズを知らない若い世代にも広く認知されることとなった[要出典]。
- その一方で「麻薬中毒者を肯定している」、「彼らを美化し過ぎだ」などの批判もあった[要出典]。
- シド役のゲイリー・オールドマンは個性派俳優としての地位を確固たるものとした[要出典]。